# Plésidy
 Plésidy  (en bretón Plijidi) es una población y comuna francesa, situada en la región de Bretaña, departamento de Côtes-d'Armor, en el distrito de Guingamp y cantón de Bourbriac.

## Demografía
| 956 | 870 | 737 | 709 | 636 | 635 |
| Para los censos de 1962 a 1999 la población legal corresponde a la población sin duplicidades (Fuente: INSEE [Consultar]) |     |     |     |     |     |